# Bärbel Zieling
Bärbel Zieling, geb. Unseld (* 31. Dezember 1949 in Duisburg-Meiderich) ist eine deutsche Politikerin (SPD). Sie war von 1997 bis 2004 Oberbürgermeisterin der Stadt Duisburg.

## Wirken
Nach dem Abitur 1968 am Käthe-Kollwitz-Gymnasium in Ruhrort studierte Zieling Sozialwissenschaften, Psychologie und Pädagogik an der Ruhr-Universität Bochum. Im Anschluss arbeitete sie als Gymnasiallehrerin. Bis 1997 war sie hauptberuflich als Lehrerin an der Berufsschule der Stadt Dinslaken tätig, zuletzt als Oberstudienrätin.
Zieling trat 1972 in die SPD ein. Sie war von 1975 bis 1979 Mitglied der Bezirksvertretung Hamborn und wurde 1979 erstmals in den Rat der Stadt Duisburg gewählt, dem sie bis 1997 angehörte. Von November 1981 bis April 1988 war sie zunächst stellvertretende Vorsitzende, danach bis Juni 1997 Vorsitzende der SPD-Stadtratsfraktion. Ab 1994 war sie Bürgermeisterin und Stellvertreterin von Oberbürgermeister Josef Krings.
Im Juli 1997 wurde Zieling als Nachfolgerin von Krings zur ehrenamtlichen Oberbürgermeisterin der Stadt Duisburg gewählt. Nach den Kommunalwahlen 1999 und der Abschaffung der Doppelspitze (Amt des Oberstadtdirektors) gewann sie im ersten Wahlgang die Direktwahl zur hauptamtlichen Oberbürgermeisterin gegen den von der CDU aufgestellten parteilosen Kandidaten Gernot Born. Bei der Oberbürgermeisterwahl im Oktober 2004 wurde sie nicht wiedergewählt. Sie unterlag in einer Stichwahl mit weniger als 40 % der Stimmen dem Kandidaten der CDU, Adolf Sauerland.